# Jef van Tuerenhout

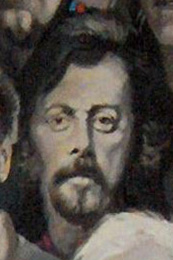
Portret van Jef van Tuerenhout door Willy Bosschem

Jef van Tuerenhout (Mechelen, 23 mei 1926 – Wenduine, 4 maart 2006) was een Belgisch kunstschilder, beeldhouwer, keramist, graveur en ontwerper van juwelen.
In zijn carrière evolueerde zijn stijl van een bitter miserabilisme, Vlaams expressionisme naar een neo-expressionisme. Ten slotte mondde dit uit in een licht erotische, sensuele stijl op de grens van surrealisme en magisch realisme. Hij wordt soms de laatste surrealist van België genoemd.

## Levensloop
Jef van Tuerenhout bracht zijn jeugd door in Mechelen. Hij studeerde schilderkunst en beeldhouwkunst aan de St-Lucas Academie te Brussel gedurende de Tweede Wereldoorlog. Hij werd er bekroond met de Ereprijs van de Academie. Vanuit zijn jaar zijn er maar twee artiesten beroepsschilder geworden: hijzelf en Armand Minner. Zelf gaf hij toe dat hij op de academie in feite weinig of niets had geleerd en nauwelijks het verschil in gebruik kende tussen terpentijn en white spirit.
Vanaf het begin koos hij resoluut voor de schilderkunst als beroep. Lesgeven aan een academie beschouwde hij als puur tijdverlies. Hij wilde, als individualist, op dit punt geen commerciële compromissen sluiten. In deze periode schilderde hij expressionistische werken met veel grisailletinten, die doen denken aan de werken van Constant Permeke. Zij geven een gedrongen en gesloten mentale wereld weer, verduisterd door oorlogservaringen en doorweven met een somber angstgevoel.
Zijn eerste werken tekende hij met de pseudoniem "Jan van Gent". Het betrof verschillende onderwerpen, zoals de H. Maria, Duinenzicht of een Spaans straatje.
Maar reeds als jonge artiest kon hij zich loswerken uit de Vlaams-expressionistische omknelling. Het abstracte kon hem niet verder bekoren. Hij vond dit te regionaal. Het beperkte hem aan een voorgaande periode. Hij verkoos voortaan figuratief te schilderen in een eigen, herkenbare beeldtaal. Eerst werkte hij naar model, maar zag er spoedig van af, omdat hij dan een centrale figuur verkreeg met een achtergrond. Die opbouw van de compositie stoorde hem. In 1949 nam hij reeds deel aan de groepstentoonstelling "Hedendaagse Schilderkunst in België", samen met enkele andere schilders die eveneens streefden naar een vernieuwende, moderne en eigentijdse kunstschepping: Pol Mara, Paul van Hoeydonck, Jan Cox en Gaston Bertrand. Samen met Jan Vaerten, Rudolf Meerbergen en Jan Cox werkte hij samen aan het tijdschrift Tijd en Mens (1949-1955), onder leiding van Jan Walravens (1920-1965) als dé theoreticus van de Tijd en Mens-generatie.
Hij gaf in 1950 reeds zijn eerste individuele tentoonstelling in Mechelen en in 1951 toonde hij ook enkele werken op de tentoonstelling, georganiseerd door Tijd en Mens.
Hij verhuisde in 1952 naar Antwerpen en woonde op zolders, zwervend van huis naar huis. Hij kreeg de opdracht voor een monumentale wandschildering in de "Boomse Metaalwerken" (een bedrijf dat in 1998 de deuren sloot).
Door een toeval kwam hij in Oostende wonen. Toen hij in 1954 in Bredene kampeerde, ontmoette hij in Oostende toevallig een vriend die aan het verhuizen was. Hij kon zijn atelier overnemen. Van Tuerenhout begon er een kleine kunstgalerij. Later verhuisde hij naar een belle-époquehuis aan de zeedijk van Oostende. In dit huis zou hij en zijn vrouw, Clara Raes, het grootste gedeelte van hun leven doorbrengen. Hij kwam er terecht in de anarchistische Oostendse kunstenaarswereld, gecentreerd rond de nachtraven en de bohemiens in de Oostendse kroeg "La Chèvre Folle" (Etienne Elias, Yves Rhayé, Willy Bosschem, Roland Devolder, Hubert Minnebo, Lismonde, bluesgitarist Roland e.a.). Hij heeft in deze kroeg  ook enkele tentoonstellingen gehouden – en werken verkocht. In 1967 hield hij er, samen met een Duitse artiest, een happening gericht tegen de Berlijnse Muur. De politie is er toen aan te pas gekomen.

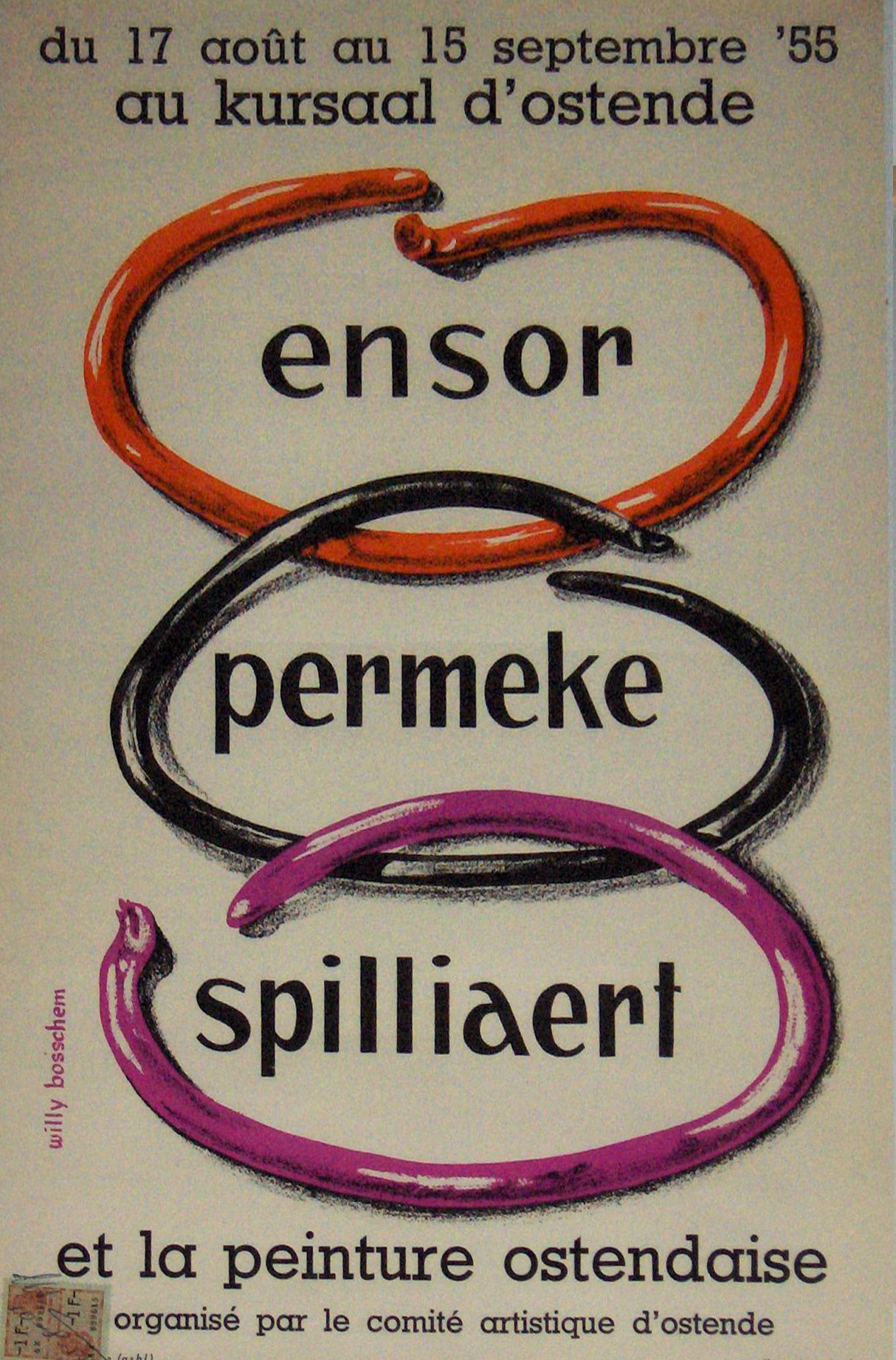
Affiche van de groepstentoonstelling Ensor, Permeke, Spilliaert (1955) door Willy Bosschem

Hij nam in 1955 deel aan de groepstententoonstelling "Ensor, Permeke, Spilliaert en de hedendaagse schilderkunst" te Oostende. Van nu af aan volgde de ene tentoonstelling na de andere, zowel in binnenland als buitenland. Reeds in 1957 werden twee schilderijen aangekocht door de collectie Quaker Storage Co uit Philadelphia (VS).  Hij vertoonde voor het eerst grafiek en beeldhouwwerk op zijn expositie in Brussel in 1966. Zijn eerste lithografie verscheen in 1969.
Vanaf 1966 evolueerde zijn stijl en verliet hij de miserabilistische-expressionistische stijl. Hij creëerde een nieuwe, minutieus uitgewerkte wereld, met een bekorende, maar dominante vrouw als muze. Hij zou zich nu bijna uitsluitend toeleggen op de weergave van het mystieke in de vrouw, weergegeven met een exotisch, geraffineerd en complex coloriet, badend in licht en duisternis, in een sensuele, magisch-realistische stijl. Evenals Paul Delvaux en Félix Labisse, schiep hij langzamerhand zijn eigen vrouwelijk archetype, dat steeds opnieuw terugkwam in zijn werken: statig, ongenaakbaar, onweerstaanbaar, raadselachtig, intrigerend, aantrekkelijk, verfijnd en sensueel. Van nu af aan evolueerde hij binnen deze sensuele bakens, steeds meer perfectionistisch en met een fijn gevoel voor kleurenharmonie. Zijn gedeeltelijk naakte vrouwenfiguren  beeldt hij op bewuste wijze meestal uit uitgerekt met magere, langwerpige handen. Hijzelf noemt dit "verticalisme". Zij dragen ook veelal een ijzeren koker rond de nek en majestatische hoeden. Ook deze elementen dragen bij tot het verticalisme van de figuur.
Zijn eerste antropomorfe schepselen waren half sfinx-half sibille met nog een invloed van het Vlaams expressionisme. Deze wezens leven in een stille, versteende wereld omgeven door een sfeer van zwoele sensualiteit.
Zijn schilderijen en grafiek waren vol ingehouden erotiek. Ze bevatten allerlei magische tekens en fetisjistische attributen (ei = vruchtbaarheid; vogel = vrijheid; skeletten = dualiteit van leven en dood) of de dierlijkheid van katten, tijgers of grote roofvogels. Geïnspireerd door Afrikaanse, Aziatische en Polynesische sculpturen, gaf hij aan zijn archetype de uitstraling van deze primitieve sculpturen: rijzige, onaantastbare priesteressen met verlengde halzen en ovaal gelaat, exotische kapsels, bedekt met arendskoppen, duivelshorens of bonte aureolen. Zijn werken gaven ook zijn fascinatie voor katachtigen weer, panters of leeuwen (hij had zelfs een tijdje een leeuw als huisdier) waarvan de bewegingen even soepel en gratievol zijn als zijn vrouwen.
Dit alles gaf een individuele stijl aan zijn werken, die ze, in één oogopslag, onmiddellijk voor ieder herkenbaar maken. Dikwijls gaf hij in zijn werken een knipoog naar andere kunstenaars door elementen uit hun werken over te nemen: de monsterachtige koppen van Yves Rhayé (1936-1995), zoals in zijn werk De Loerders, of de bloemenhoed van James Ensor (zoals in zijn bekende werk Hello James, gemaakt uit protest tegen de diefstal van het zelfportret van James Ensor) of opnieuw James Ensor met De Intocht van Jef van Tuerenhout te Oostende ter gelegenheid van het Ensor-jaar 1985.
Hij was ook ontwerper van juwelen in goud, zilver en diamant. Hij gaf hiervan zijn eerste tentoonstelling in 1971.
Zowel de toenmalige O.R.T.F. (Franse televisie) in 1971 als de BRT (Vlaamse televisie) in 1972 maakten een televisieportret van hem. In 1976 maakte R. Claeys de film Portret van Jef van Tuerenhout.
Hij kreeg in zijn lange kunstenaarscarrière verschillende malen een retrospectieve: in 1974 (Casino, Oostende), 1975, 1986 en 2001 (Cultureel Centrum Antoon Spinoy, Mechelen), 2005 (in de Italiaanse kunstenaarsstad Pietrasanta, nabij Pisa), maart 2006 (Cultureel Centrum, Aarschot), zomer 2006 (Blankenberge). In de laatste decennia van zijn leven kreeg hij een ruime internationale erkenning.
Bij al zijn buitenlandse tentoonstellingen kwam hij regelmatig in contact met bekende kunstenaars, waarvan hij vele tot zijn persoonlijke vrienden kon rekenen: Salvador Dalí, Corneille, Karel Appel, César, Max Ernst, Fuchs, Paul Delvaux; maar ook met heel wat bekende zangers en filmsterren: Jacques Brel, Maurice Chevalier, Michèle Morgan.
Hij werd in 1976 benoemd tot Ridder in de Orde van Leopold II. Hij was eveneens ambassadeur voor de Unicef. De opbrengst van zijn schilderij voor de affiche van de Memorial Van Damme in 2003 werd geschonken aan een project in Marokko.
Hij verhuisde in 1993 naar Wenduine in een rustig gelegen, gerenoveerd, oud klooster, waar Soeur Sourire ooit woonde.
Hij overleed aan een slepende ziekte op 4 maart 2006 in zijn woonplaats te Wenduine.
Zijn werken bevinden zich hoofdzakelijk nog in privécollecties, maar ook in musea in binnen- en buitenland.
Hij was een invidualistische, geïsoleerde figuur die men moeilijk kan indelen in een of andere kunstrichting. Hierin doet hij denken aan Leonor Fini en Fernando Botero.